# Rozmývaný pastel

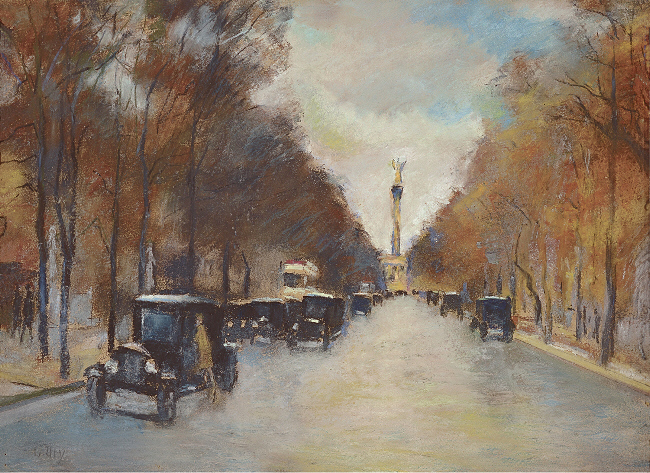
Lesser Ury Siegesallee mit Siegessäule

Rozmývaný pastel je malířská technika, kde (podobně jako při lavírování) můžeme i pastelem kreslit na vlhký papír a podle potřeby kresbu dodatečně rozmývat, roztírat nebo míchat s akvarelem.
Touto technikou změkčíme obraz pomocí krátkých diagonálních tahů, kterými postupně rozmazáváme tmavší plochy. Světlejší plochy se zesvětlí a zaniknou nepatrné chybky  (detaily). Poměrně známý český obraz malovaný touto technikou namaloval Josef Čapek. Obraz se jmenuje: V zahradě.